# Petra Schneider
Petra Schneider, po mężu Kind (ur. 11 stycznia 1963 w Chemnitz) – wschodnioniemiecka pływaczka. Medalistka olimpijska, mistrzostw świata i Europy, rekordzistka świata.

## Rekordy świata
| Data            | Miejsce   | Basen      | Konkurencja           | Rezultat    | Status                           |
| --------------- | --------- | ---------- | --------------------- | ----------- | -------------------------------- |
| 24 maja 1980    | Berlin    | 50 metrowy | 200 m stylem zmiennym | 2:13.00 min | do 4 lipca 1981 Ute Geweniger    |
| 30 marca 1980   | Leningrad | 50 metrowy | 400 m stylem zmiennym | 4:39.96 min | do 27 maja 1980                  |
| 27 maja 1980    | Magdeburg | 50 metrowy | 400 m stylem zmiennym | 4:38.44 min | do 26 lipca 1980                 |
| 26 lipca 1980   | Moskwa    | 50 metrowy | 400 m stylem zmiennym | 4:36.29 min | do 1 sierpnia 1982               |
| 1 sierpnia 1982 | Guayaquil | 50 metrowy | 400 m stylem zmiennym | 4:36.10 min | do 13 października 1997 Chen Yan |

## Wyróżnienia
- 1980: Najlepsza Pływaczka Roku w Europie
- 1980, 1982: Najlepsza Pływaczka Roku na Świecie